# Apamea jezoensis
Apamea jezoensis là một loài bướm đêm trong họ Noctuidae.